# Pasar Pedati
Pasar Pedati is een bestuurslaag in het regentschap Bengkulu Tengah van de provincie Bengkulu, Indonesië. Pasar Pedati telt 4074 inwoners (volkstelling 2010).